# Aulacocentrum pedicellatum
Aulacocentrum pedicellatum är en stekelart som beskrevs av Charles Thomas Brues 1922. Aulacocentrum pedicellatum ingår i släktet Aulacocentrum och familjen bracksteklar. Inga underarter finns listade.